# クインチネット
クインチネット（伊: Quincinetto）は、イタリア共和国ピエモンテ州トリノ県にある、人口約1,000人の基礎自治体（コムーネ）。

## 地理

### 位置・広がり

#### 隣接コムーネ
隣接するコムーネは以下の通り。括弧内のAOはヴァッレ・ダオスタ州所属を示す。
- カレーマ
- ドンナス (AO)
- セッティモ・ヴィットーネ
- タヴァニャスコ
- トラヴェルセッラ
- ヴァルキウーザ

## 姉妹都市
- Marnaz、フランス